# Newsday
Newsday è un quotidiano statunitense che serve principalmente le contee di Nassau e Suffolk a Long Island, New York, sebbene sia venduto anche in tutta l'area metropolitana della città.
Fu fondato nel 1940 ed è di proprietà di Cablevision; al 2019 si collocava all'ottavo posto tra i giornali più diffusi negli Stati Uniti con una tiratura di 251 473 copie.
La sede del giornale è a Melville, New York, nella contea di Suffolk.

## Collegamenti esterni

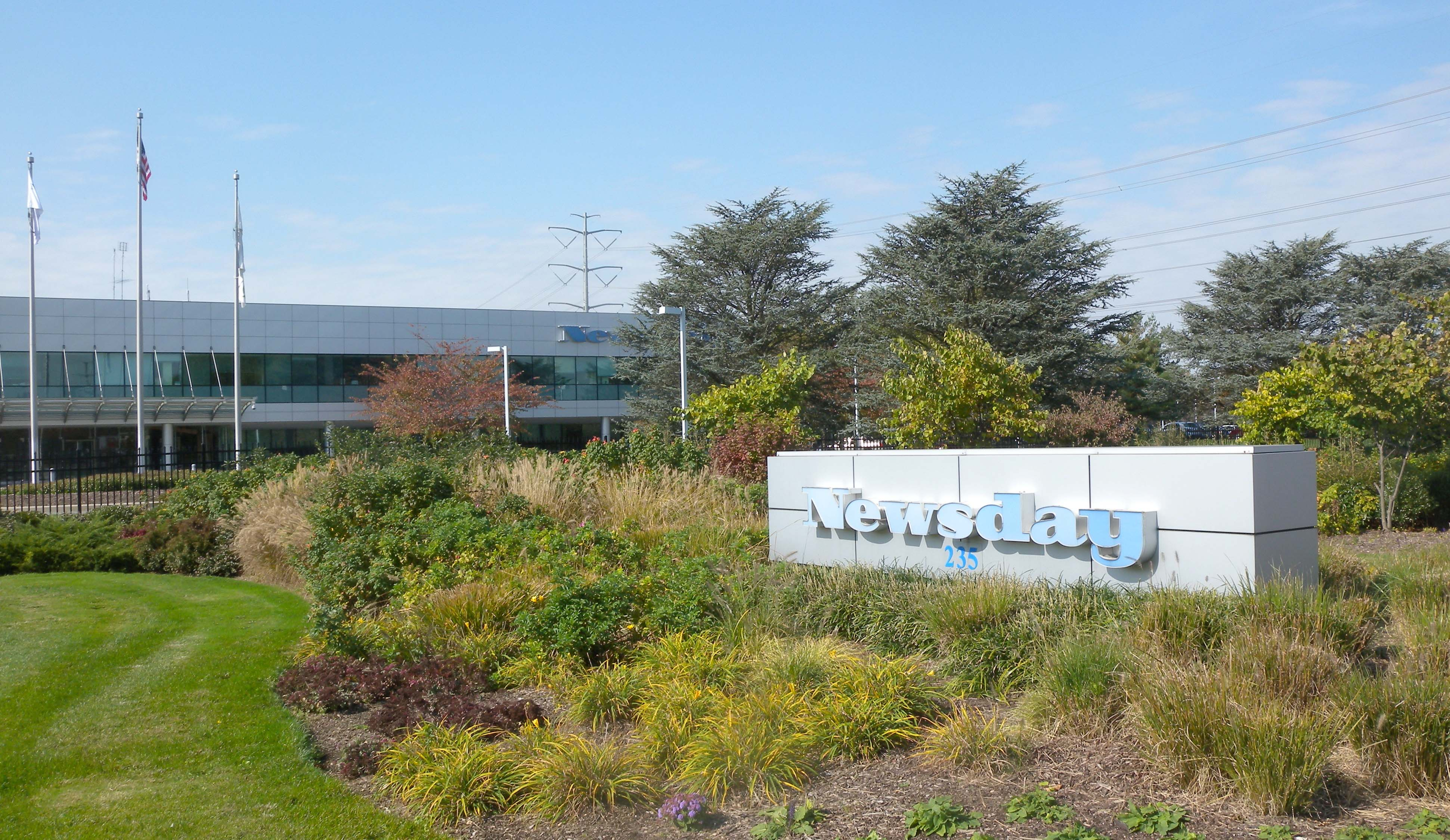
Sede del quotidiano